# West Harrow metróállomás
A West Harrow a londoni metró egyik állomása az 5-ös zónában, a Metropolitan line érinti.

## Története
Az állomást 1913. november 17-én a Metropolitan line részeként nyitották meg.

## Forgalom
| Járat | Útvonal | Gyakoriság     |
| ----- | --- | -------------- |
|       | Aldgate – Liverpool Street – Moorgate – Barbican – Farringdon – King’s Cross St. Pancras – Euston Square – Great Portland Street – Baker Street – Finchley Road – Wembley Park – Preston Road – Northwick Park – Harrow-on-the-Hill – West Harrow – Rayners Lane – Eastcote – Ruislip Manor – Ruislip – Ickenham – Hillingdon – Uxbridge | 7-9 percenként |

## Átszállási kapcsolatok
| Állomás     | Átszállási kapcsolatok     |
| ----------- | -------------------------- |
| West Harrow | Helyi buszok (West Harrow) |

## Fordítás
- Ez a szócikk részben vagy egészben  a   West Harrow tube station című angol Wikipédia-szócikk fordításán alapul.  Az eredeti cikk szerkesztőit annak laptörténete sorolja fel. Ez a jelzés csupán a megfogalmazás eredetét és a szerzői jogokat jelzi, nem szolgál a cikkben szereplő információk forrásmegjelöléseként.